# Juszkowy Sieła
Juszkowy Sieła (ros. Юшковы Села) – wieś (ros. деревня, trb. dieriewnia) w zachodniej Rosji, w wołoście Luszczikskaja (osiedle wiejskie) rejonu bieżanickiego w obwodzie pskowskim.

## Geografia
Miejscowość położona jest nad rzeką Aszewka, 9 km od centrum administracyjnego osiedla wiejskiego (Luszczik), 12 km od centrum administracyjnego rejonu (Bieżanice), 121 km od stolicy obwodu (Psków).
W granicach miejscowości znajdują się ulice: Gorskaja, Zielonaja.

## Demografia
W 2010 r. miejscowość zamieszkiwały 24 osoby.